# Маяк острова Пампкин
Маяк острова Пампкин (англ. Pumpkin Island Light) — маяк, расположенный на небольшом острове Пампкин в заливе Пенобскот, округ Ханкок, штат Мэн, США. Построен в 1905 году. Автоматизирован в 1959 году.

## История
Остров Пампкин находится вблизи пролива Эггемоггин Рич, соединяющего залив Пенобскот и залив Блу-Хилл, потому этот в этом районе проходит много судов. В августе 1852 года в рамках плана по обеспечению навигации в заливе Пенобскот. Конгресс США выделил 3 500$ на строительство маяка на острове Пампкин. Строительство началось летом 1854 года. Летом 1855 года маяк был открыт. Маяк представлял собой коническую башню из кирпича высотой 6,7 метра, к которой через небольшой крытый переход примыкал дом смотрителя, выполненный из дерева. Дом смотрителя был двухэтажным с остроконечной крышей, к которому через некоторое время было пристроено дополнительное крыло. Позже комплекс зданий был дополнен небольшой котельной и эллингом.
Маяк был автоматизирован Береговой охраной США в 1930 году. Однако уже в 1933 году он был выведен из эксплуатации, и в 1934 году был продан частному лицу всего за 552 $. С тех пор маяк и остров находятся в частной собственности.
В 1988 году он был включён в Национальный реестр исторических мест.